# The Barry Sisters
The Barry Sisters est un groupe vocal féminin américain populaire dans les années 1950 à 1970,.
Comme son nom l'indique, il est composé de deux sœurs :
- Claire Barry, née Clara Bagelman, le 17 octobre 1920 à New York, morte le 22 novembre 2014 à Aventura  (Floride)[3],[4].
- Merna Barry, née Minnie Bagelman, le 6 avril 1923 à New York, morte le 31 octobre 1976 à New York d'une tumeur au cerveau[5],[6].

Elles sont issues d'une famille juive ashkénaze originaire de Russie et d'Europe de l'Est.
Elles commencent à chanter en yiddish sous le nom des Bagelman Sisters, puis élargissent leur public en s'aventurant dans le jazz. Elles finissent par américaniser leur nom en 1940,.
Elles sont très populaires juste avant la Seconde Guerre mondiale. Leur succès perdure jusqu'au début des années 1970.
Elles apparaissent dans The Ed Sullivan Show et effectuent de nombreuses tournées aux États-Unis, mais également en Israël et en Union soviétique en 1959.
Les Barry Sisters enregistrent leur onzième et dernier album en 1973.

## Discographie
- The Barry Sisters, Banner Records, 1951
- The Barry Sisters Sing, Cadence, 1957
- At Home withe the Barry Sisters, Roulette, 1961
- Side by Side, Roulette, 1961
- Fiddler on the Roof, ABC Paramount, 1964
- A Time to Remember, ABC Paramount
- Our Way !, BSR Music, 1973
- The Greatest Yiddish Hits
- Yiddish Song, 2004
- The World of the Barry Sisters : Memorable Ydissh Melodies, Rhino